# Lektira
Lektira je sastavni dio nastave hrvatskoga jezika u školama. Lektira služi da se djeca priviknu i nauče čitati, proširuje znanje, pomaže pri razmišljanju, zaključivanju i potiče kognitivni razvoj djeteta. Rad je podijeljen u tri dijela. U prvome dijelu prikazuje se opće stanje lektire u suvremenome hrvatskome obrazovnom sustavu, osobito u jezičnim predmetima i jezičnokomunikacijskom (jezično-umjetničkom) području. U drugome dijelu donose se važne pretpostavke, metodička načela, pristupi, nastavni oblici "nove" nastave lektire koji su u skladu s osnovnim ciljevima nastave lektire, odnosno književnoga odgoja i obrazovanja uopće: razvijanjem ljubavi prema književnoumjetničkoj riječi i potrebe za čitanjem te izgrađivanjem samostalnoga, kritičkoga, selektivnoga čitatelja.

## Vanjske poveznice
- Corinna Jerkin: »Lektira našeg doba«, u: Život i škola, br. 27 (1/2012.), god. 58., str. 113. – 133.
- Večernji.hr – Mirela Drkulec Miletić: »Kako zavoljeti knjige, čitanje i lektiru«